# Joris Daudet
Joris Nattan Daudet (ur. 12 lutego 1991 w Saintes) – francuski kolarz BMX, wielokrotny medalista mistrzostw świata.

## Kariera
Pierwszy sukces w karierze Joris Daudet osiągnął w 2010 roku, kiedy zdobył brązowy medal w konkurencji elite podczas mistrzostw świata w Pietermaritzburgu. W zawodach tych wyprzedzili go jedynie Łotysz Māris Štrombergs oraz Sifiso Nhlapo z RPA. Na rozgrywanych rok później mistrzostwach świata w Kopenhadze w tej samej konkurencji był najlepszy. Kolejny medal zdobył podczas mistrzostw w Birmingham w 2012 roku, gdzie był drugi za Samem Willoughbym z Australii. Ponadto w latach 2008 i 2009 zdobywał tytuł mistrza świata juniorów w cruiserze. W 2012 roku wystąpił na igrzyskach olimpijskich w Londynie, plasując się na jedenastej pozycji. Podczas mistrzostw świata w Auckland w 2013 roku zajął drugie miejsce w jeździe na czas, przegrywając tylko z Amerykaninem Connorem Fieldsem.